# Ramon Picó i Campamar
Ramon Picó i Campamar (Pollença, Mallorca, 1848 - Barcelona, 13 de novembre de 1916) fou un escriptor mallorquí.

## Biografia
De família humil, el 1859, amb tan sols onze anys, marxà a Barcelona, on el seu germà Miquel hi estudiava pintura.
Fou un dels fundadors de la Jove Catalunya, que presidí el 1873, i de l'Acadèmia de la Llengua Catalana (1881); col·laborà a La Renaixença, i ja des del 1867 participà en els Jocs Florals de Barcelona, on fou premiat en els anys 1867, 1868, 1871, 1873, 1874, 1884 i 1885, quan fou nomenat mestre en Gai Saber.
El 1872 es va casar amb la catalana Carme Serra i poc després nasqueren les seves filles, fet que provocà que el seu treball a la secretaria de l'Administració Econòmica de Província de Barcelona fos insuficient per mantenir la seva família. Així, aquests anys va passar per períodes d'estat depressiu per la seva precària situació econòmica fins que el 1889 entra a treballar com apoderat i home de confiança d'Eusebi Güell i Bacigalupi, qui el va introduir en el món del catalanisme. Des de 1888 va formar part de la Lliga de Catalunya; el 1890 fou nomenat vocal de la comissió de literatura i belles arts, un fet que el va allunyar de la política catalanista. Tanmateix, tan sols un any després va entrar a formar part de la junta permanent d'Unió Catalanista i fou un dels encarregats de redactar les Bases de Manresa el 1892, de les quals va ser l'encarregat de defensar la base quarta que promulgava la llengua catalana com a única oficial. La seva filla Carme es va casar amb Lluís Plandiura i Pou.
Del 1900 al 1902 presidí el Centre Excursionista de Catalunya i l'Ateneu Barcelonès.
Com a poeta va compondre romanços històrics, escrits d'antuvi en un llenguatge arcaic, però influïts per les cançons populars narratives, i amb els quals aconseguí una considerable qualitat. Traduí al català la Cançó de l'Espasa del poeta alemany Theodor Körner (1791-1813).
El 2016 va ser proclamat Any Picó i Campamar per l'Ajuntament de Pollença, durant el qual s'ha commemorat el centenari de la seva mort amb xerrades, exposicions, representacions teatrals i unes jornades d'estudis.

## Obres[7]
Poesia

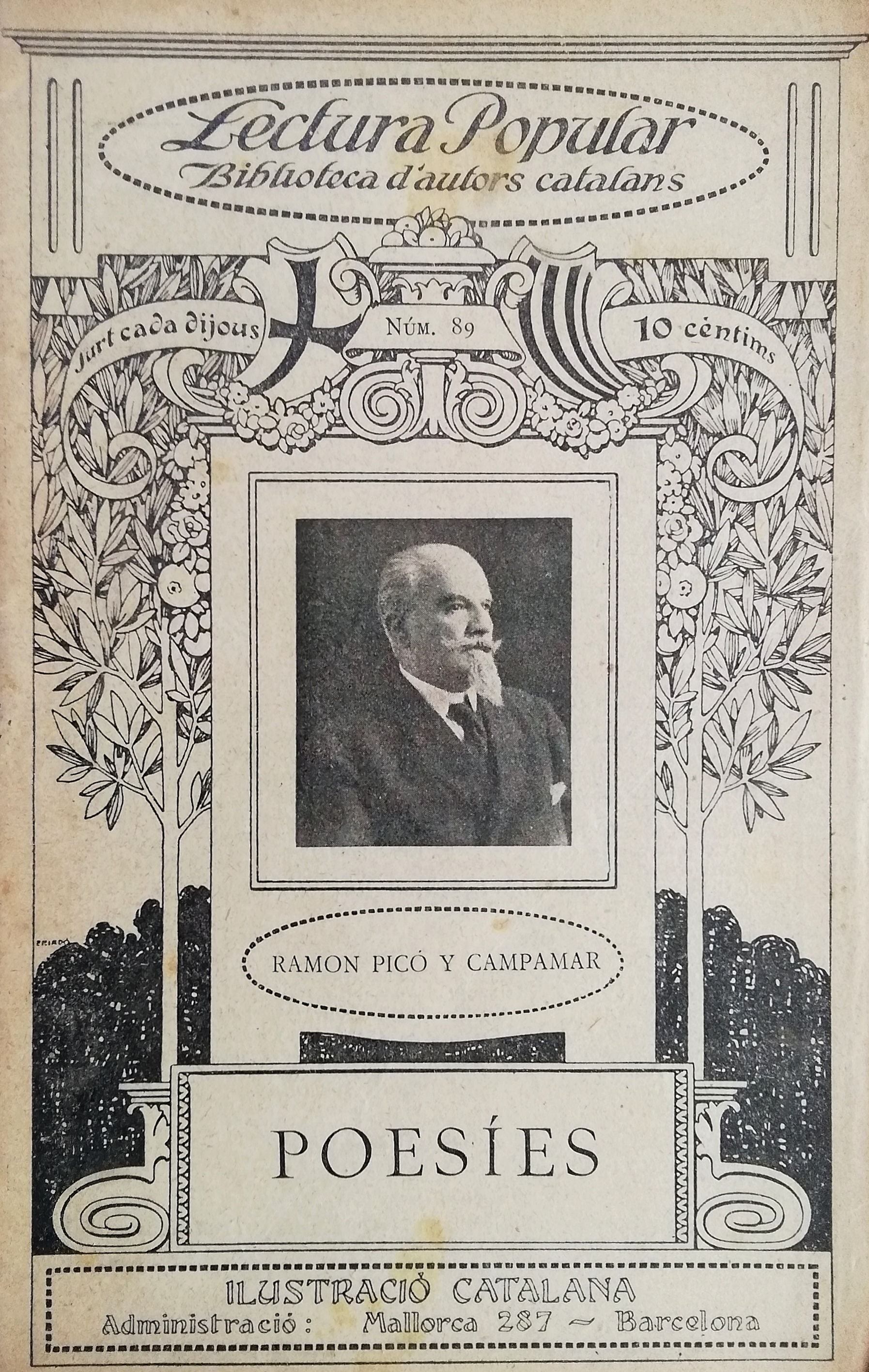
Poesies de Ramon Picó i Campamar, llibret publicat dins la col·lecció Lectura Popular Biblioteca d'autors catalans de la Ilustració Catalana cap a l'any 1915

- Poesies de Ramon Picó i Campamar, llibret publicat dins la col·lecció Lectura Popular Biblioteca d'autors catalans de la Ilustració Catalana cap a l'any 1915¡Visca Aragó! (1874). Barcelona: Imp. "La Renaixensa".
- Depressa (1884). Barcelona: Imp. "La Renaixensa".
- Ferran V (1885). Barcelona: Imp. "La Renaixensa".
- Tres englantines (1886). Barcelona: Impr. Fidel Giró. (hi ha una edició il·lustrada per Pellicer, Jaume Pahissa i Dionís Baixeras)
- Diada de Santa Isabel reyna d'Hungría (1888). Barcelona: Impr. Fidel Giró.
- Una floreta de Sant Francesch (1889). Barcelona: La Renaixensa.
- Poesies [1915?]. Barcelona: Ilustració Catalana.
- Obra Poètica (1983). Barcelona: Publicacions de l'Abadia de Montserrat/UIB (edició a cura de Margalida Tomàs i Vidal).
- L'adéu del jueu (2007). Pollença: Fundació Guillem Cifre de Colonya (edició a cura de Josep Pomar).

Teatre
- La filla del segador [191?]. Drama en un acte. Barcelona: Ilustració Catalana (reedició a Pollença: El Gall, 1998).
- Garraf (1892). Barcelona: Impr. Fidel Giró (reedicions posteriors el 1894, 1911, 1917, 1920, 2000). Poema líric amb música de Josep Garcia i Robles.
- Garraf / Un de tants (2000). Pollença: El Gall.
- Cor de roure (2006). Barcelona: Publicacions de l'Abadia de Montserrat/UIB (edició a cura de Pere Farrés i Arderiu, escrita cap al 1871)

Assaig i discursos
- Parlament dit en lo Casino del Progrés de Pollença lo dia 6 de juny de 1870 ab motiu de l'incorporació al mateix de la Academia Musical de dita Vila (1870). Palma: Pere Joseph Gelabert.
- Discurs pronunciat en la sessió inaugural que celebrá La Jove Catalunya [...] (1873). Barcelona: Est. Hereu d'en Pau Riera.
- Regionalisme: Discursos llegits en la Festa dels Jochs Florals celebrada'l dia 8 de Maig del any MDCCCXCII (1892). Barcelona: Estampa "La Catalana".
- Discurs llegit en la vetllada de glorificació dels morts pel cinquantenari dels Jochs Florals (1908). Barcelona: Ilustració Catalana.
- Llengua i pàtria (1918). Barcelona: Ilustració Catalana.
- Discursos i parlaments (1985). Publicacions de l'Abadia de Montserrat/UIB (edició a cura de Margalida Tomàs).